# Papa-mel-de-barbela-vermelha
O papa-mel-de-barbela-vermelha (Anthochaera carunculata) é um pássaro passeriforme nativo do sul da Austrália. Com 33-37 cm de comprimento, é a segunda maior espécie de melifagídeo australiano. Sua plumagem é predominantemente marrom-acinzentada, com olhos vermelhos, barbelas vermelho-rosados distintos em ambos os lados do pescoço, listras brancas no peito e uma grande mancha amarela brilhante na parte inferior da barriga. Os sexos têm plumagem semelhante. Os filhotes têm barbelas menos proeminentes e olhos mais marrons. John White descreveu o papa-mel-de-barbela-vermelha em 1790. São reconhecidas três subespécies.
A espécie é encontrada no sudeste de Queensland, Nova Gales do Sul, Victoria, Austrália Meridional e sudoeste da Austrália Ocidental, em florestas e bosques abertos, e é um visitante comum de jardins e parques urbanos. Barulhento e vistoso, o papa-mel-de-barbela-vermelha é geralmente encontrado em árvores, de onde obtém a maior parte de seu alimento; ocasionalmente, ele se alimenta no chão. É uma das maiores aves nectarívoras do mundo, alimentando-se de uma grande variedade de plantas com flores. Os insetos também fazem parte de sua dieta. É territorial e, às vezes, agressivo com aves de outras espécies, muitas vezes defendendo fontes ricas de néctar. Reproduzindo-se em toda a sua área de distribuição, o papa-mel-de-barbela-vermelha constrói um ninho em forma de xícara em uma árvore e cria uma ou duas ninhadas por ano. Embora tenha diminuído em alguns lugares devido ao desmatamento, ele é classificado como “pouco preocupante” na Lista Vermelha da IUCN.

## Taxonomia
O papa-mel-de-barbela-vermelha foi descrito pela primeira vez pelo cirurgião e naturalista irlandês John White em sua obra Journal of a Voyage to New South Wales, publicado em 1790. Ele escreveu que o pássaro era do “tamanho de um Turdus viscivorus, mas muito maior em proporção”. Acredita-se que as descrições taxonômicas no livro de White tenham sido escritas pelo naturalista inglês George Kearsley Shaw, que geralmente é creditado como autor por autoridades posteriores. O epíteto específico, carunculata, foi introduzido mais tarde no mesmo ano por John Latham. A palavra é derivada de caruncula, que em latim significa “um pequeno pedaço de carne”. Tanto Shaw quanto Latham atribuíram o papa-mel-de-barbela-vermelha ao gênero Merops. A espécie foi transferida para o gênero Anthochaera [en] em 1827 pelos naturalistas Nicholas Aylward Vigors e Thomas Horsfield. O nome genérico deriva do grego antigo anthos “flor, desabrochar” e khairō “desfrutar”.
Os nomes comuns incluem em inglês gillbird, gilly warbler, barkingbird, muttonbird, butcherbird, what's o clock e chock. Ao contrário de muitas espécies do sudoeste da Austrália, o papa-mel-de-barbela-vermelha recebeu nomes onomatopaicos (que soam como os chamados que eles fazem) dos povos indígenas locais. Os nomes registrados incluem wodjalok, durdal, doongorok e djoongong (esse último nome também é aplicado ao papa-mel-lunulado [en]). Na Península de Eyre, no sul da Austrália, o povo barngarla o conhecia como ngarkarko ou ngarkabukko. O povo local de Denial Bay, no sul da Austrália, o chamava de noggal, e o povo Ngarrindjeri [en] da região de Lower Murray, no sul da Austrália, o conhecia como rungkan.
Há três subespécies reconhecidas, embora haja uma zona de aves intermediárias no oeste de Victoria e no leste da Austrália Meridional, delimitada pelo oeste da Baía de Port Phillip a leste, pela Cordilheira de Mount Lofty [en] a oeste e pelos parques nacionais Little e Big Desert ao norte. As diferenças na plumagem geralmente não são proeminentes o suficiente para serem notadas no campo.
- A. c. carunculata (Shaw, 1790) - encontrada no sudeste da Austrália, ou seja, em Victoria, no leste de Nova Gales do Sul e no sudeste de Queensland.[20]

- A. c. clelandi (Mathews, 1923) - Ilha dos Cangurus (Austrália Meridional). De tamanho semelhante ao da subespécie indicada, tende a ter plumagem mais escura, bico mais longo e tarso mais curto.[21]

- A. c. woodwardi (Mathews, 1912) - sudoeste e centro-sul da Austrália, a oeste da Cordilheira de Mount Lofty. Essa subespécie é um pouco menor do que a subespécie indicada e tem asas mais curtas. Sua plumagem é semelhante, embora a mancha amarela na barriga seja mais proeminente.[20]

A análise do DNA mostrou que o parente mais próximo do papa-mel-de-barbela-vermelha é o papa-mel-de-barbela-amarela da Tasmânia, o par que se separou do ancestral do papa-mel-filigrana [en] - seu parente mais próximo seguinte. Os melifagídeos estão relacionados aos Pardalotidae, Acanthizidae e Maluridae na grande superfamília Meliphagoidea.

## Descrição

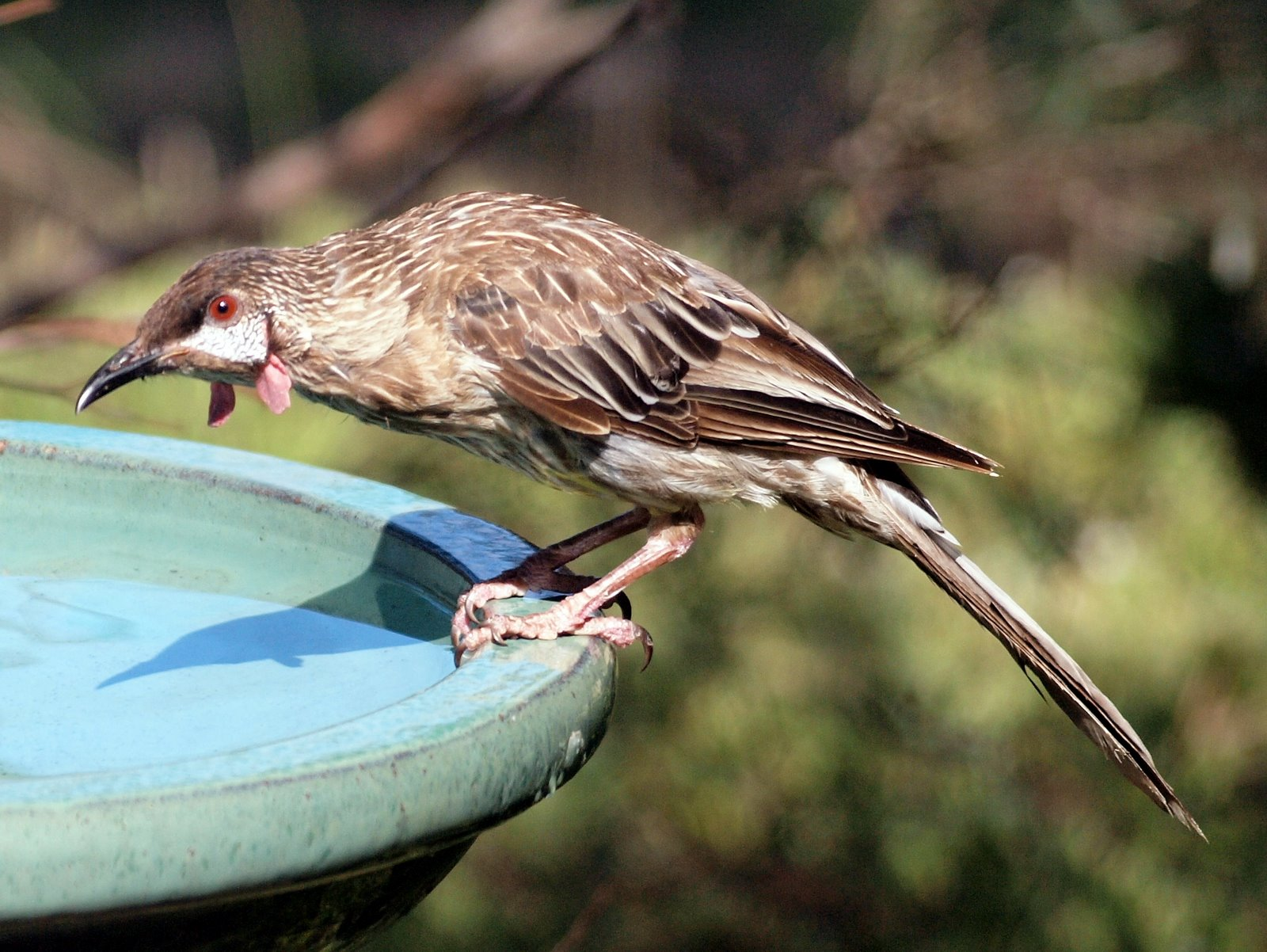
Pássaro tomando banho em Camberra, com as barbelas facilmente visíveis.

Os sexos do papa-mel-de-barbela-vermelha são semelhantes em tamanho e plumagem, com o comprimento do macho adulto variando de 33 a 37 centímetros e o da fêmea adulta de 34 a 37 centímetros. Com um peso médio de 100 a 120 gramas, o papa-mel-de-barbela-vermelha é uma das maiores aves que se alimentam de néctar do mundo, e a segunda maior espécie de melifagídeo nativo da Austrália, eclipsado apenas pelo papa-mel-de-barbela-amarela. O píleo, a testa e os loros superiores (área entre os olhos e as narinas) são marrom-escuros, com listras marrom-claras na frente do píleo e brancas na parte posterior da coroa. A nuca (parte de trás do pescoço) é marrom ligeiramente mais pálida, com listras brancas. Uma marca triangular esbranquiçada cobre os loros inferiores e as penas anteriores, delimitada abaixo por uma faixa marrom-escura que vai da mandíbula inferior até a barbela e ao redor até atrás do olho. A garganta é marrom-escura com listras brancas. A íris do olho é vermelho-alaranjada a carmesim. As distintas barbelas vermelho-rosadas pendem do canto traseiro inferior dos protetores auriculares em ambos os lados do pescoço, e há uma lasca de pele nua rosa na borda inferior da mancha branca na face. O peito e a barriga são listrados de branco, e há uma mancha amarela brilhante na cauda. As pernas e os pés fortes são rosa ou marrom-rosado, e o bico curvado para baixo é preto. As dimensões médias do bico são 23,5 milímetros de comprimento, 6,7 milímetros de largura e 6,8 milímetros de altura em sua base. A abertura do bico é cinza-preta, enquanto o interior da boca é laranja. Em comum com outros melifagídeos, o papa-mel-de-barbela-vermelha tem uma língua longa e especializada para extrair o néctar das flores. A língua pode se estender bem além da ponta do bico e é dividida na extremidade para formar uma estrutura semelhante a uma escova com mais de cem cerdas que absorvem o néctar por ação capilar.
O papa-mel-de-barbela-vermelha começa a mudar de penas após a estação de reprodução, começando com as penas primárias de voo em novembro ou dezembro e terminando entre março e maio seguintes. As penas do peito, do dorso, da mediana e da cobertura menor são trocadas antes das penas do píleo, rémiges e rectrizes.
Os pássaros imaturos são geralmente menos extravagantes. Os filhotes têm barbelas muito menos proeminentes, íris marrom, um píleo pálido e muito menos amarelo no ventre. Eles mudam para a primeira plumagem imatura poucos meses depois de deixar o ninho. Em geral, os primeiros pássaros imaturos são mais parecidos com os adultos, com íris vermelha com anéis marrons, barbelas maiores, mas ainda menores que os dos adultos, e uma boca rosa acinzentada.
É difícil confundir o papa-mel-de-barbela-vermelha com qualquer outra espécie, embora em condições de pouca visibilidade ele possa ser confundido com o papa-mel-de-garganta-creme [en], com o papa-mel-de-asa-ruiva [en] ou com o papa-mel-lunulado [en].

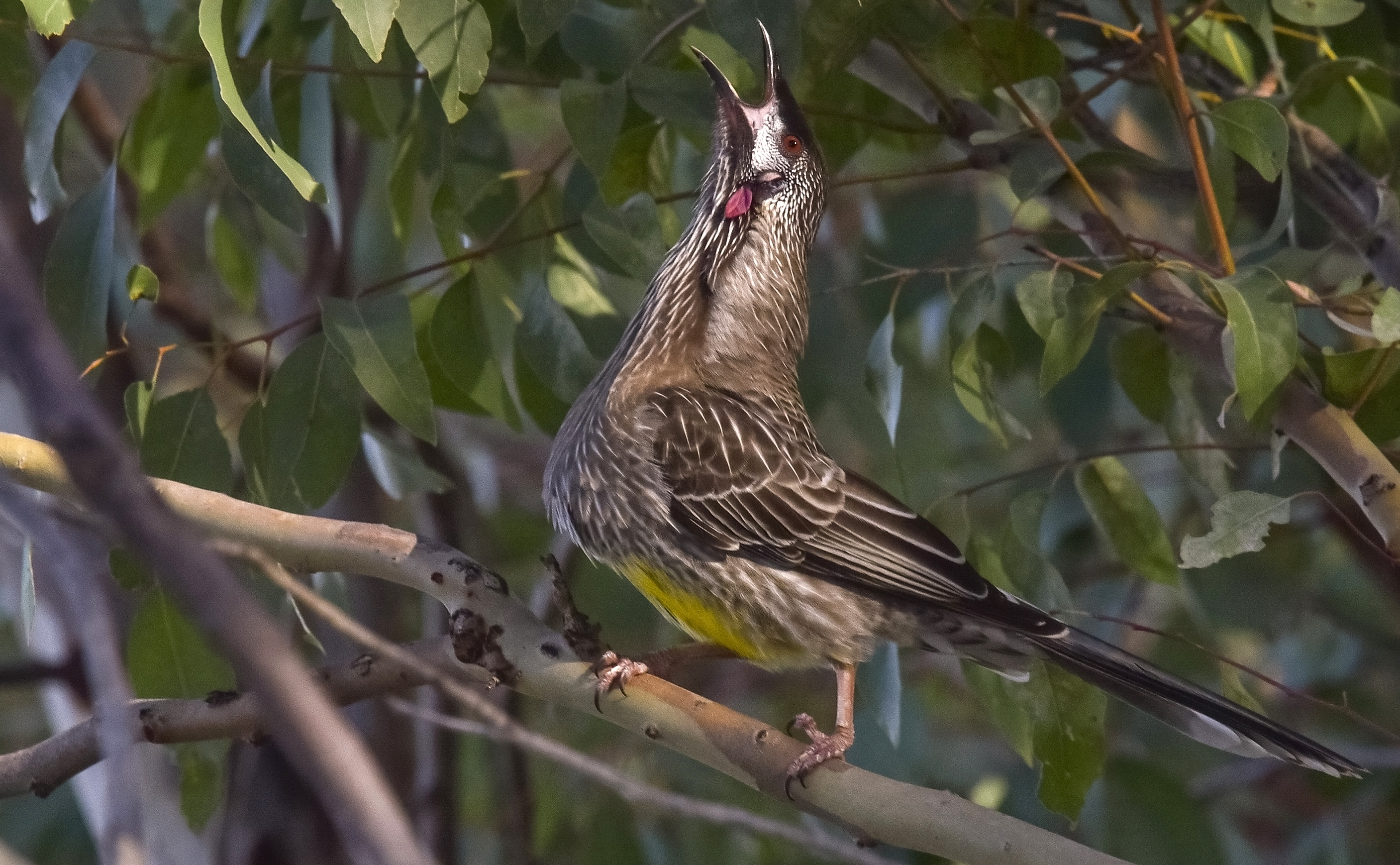
Papa-mel-de-barbela-vermelha.

### Chamado
Eles são animais barulhentos, produzindo uma série de chamados estridentes. Pares de pássaros parecem fazer duetos, principalmente em fontes de alimento, com o macho produzindo um cacarejar alto e a fêmea um chamado de assobio. O cacarejar do macho é mais alto entre 1 e 3 kHz de frequência. É um chamado com som gutural, que tem sido descrito como um som de grito, tosse ou soluço. Os machos cacarejam quando estão forrageando sozinhos, quando estão com outras aves ou quando estão declarando seu território a outras aves. O canto de assobio consiste em até cinco assobios rápidos que podem ou não subir de tom e são repetidos de 3 a 4 vezes. Ambos os sexos geralmente emitem uma única nota de chock que pode ser áspera e gutural ou ter de 4 a 5 harmônicas. Acredita-se que essa seja uma chamada de contato. Todas essas chamadas são transmitidas a longas distâncias.
Os pássaros emitem dois tipos de chamados de alarme, alternando entre eles enquanto atacam (mobbing) outros animais. Um deles é um chamado áspero em uma ampla frequência (1,3 a 5,9 kHz) que é mais alto em frequências mais baixas. O outro é um chamado staccato de tom mais baixo com uma frequência de 1,1-2,2 kHz. Eles emitem um chamado áspero quando tentam distrair os intrusos das proximidades do ninho ou quando são pegos, muitas vezes tentando bater ou bicar o manipulador.

## Distribuição e habitat

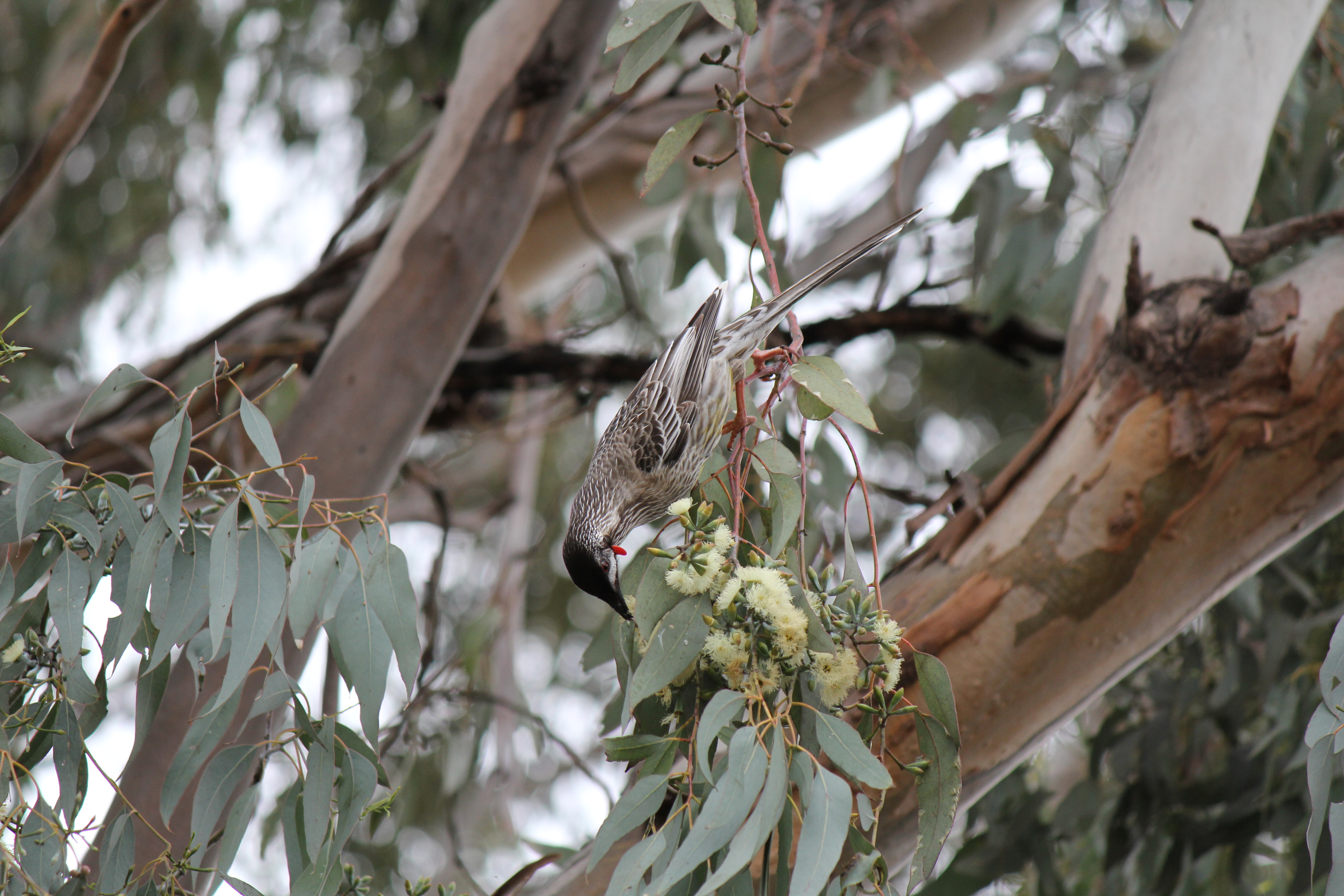
Adulto se alimentando de flores de en.

O papa-mel-de-barbela-vermelha é encontrado no sudeste de Queensland, onde ocorre ao sul de Noosa [en] e Cooloola [en], tornando-se mais comum ao sul de Brisbane e Toowoomba. Mais ao sul, em Nova Gales do Sul, é encontrado na maioria dos lugares a leste (e incluindo) da Cordilheira Australiana e estendendo-se a oeste até o sul da Planície do Noroeste, Encostas do Centro-Oeste e leste de Riverina, além de ser um visitante ocasional em pontos ao longo do vale do rio Murray. É encontrado em Victoria, embora seja incomum no noroeste do estado. Na Austrália Meridional, a Devonborough Downs Station, Manunda, Wilpena Pound e a Nullarbor Station marcam os limites norte de sua área de distribuição. Há registros esparsos da planície de Nullarbor, mas a espécie é comum no oeste da Austrália Ocidental, a oeste de 125 °E e ao sul de 29 °S. O papa-mel-de-barbela-amarela o substitui na Tasmânia. O papa-mel-de-barbela-vermelha tornou-se mais comum em algumas localidades, como no distrito de Sunraysia [en] na década de 1960, e em Nambucca Heads [en] e na Península de Lefevre [en] na década de 1980. O número de reprodutores aumentou em Sydney e Adelaide. O papa-mel-de-barbela-vermelha é um raro vagante da Nova Zelândia, com registros confirmados em Matakana [en] em 1865 e Rohutu, Taranaki, em 1885, e um terceiro relato não confirmado do rio Motupiko [en] em 1938.
O papa-mel-de-barbela-vermelha parece ser um residente permanente em grande parte de sua área de distribuição, embora seus movimentos sejam pouco conhecidos. Parece ser parcialmente migratório na Austrália Ocidental e na costa norte de Nova Gales do Sul. No sudeste de Nova Gales do Sul e no Território da Capital Australiana, parece se deslocar para altitudes mais baixas durante o inverno. Por exemplo, as aves deixam a Cordilheira de Brindabella [en] durante os meses mais frios. De modo geral, há pouco padrão discernível nos movimentos da espécie, embora os pássaros pareçam se deslocar para se alimentar de populações de Banksia floridas e eucaliptos, como as Banksia floridas no inverno em Perth durante os meses mais frios. Um grande número chega a tempo de se alimentar de maçãs nativas floridas (Angophora) nos distritos de Mudgee e Cobbora, no centro-oeste de Nova Gales do Sul, e de Eucalyptus albens [en] em Barrington [en], no centro-norte de Nova Gales do Sul. A população que reside principalmente na planície costeira de Swan, perto de Perth, é complementada durante o inverno por mais pessoas que chegam das áreas do interior. Ao sul de Perth, os pássaros são mais nômades localmente, mudando-se para novas áreas de flores silvestres em flor. A leste de Perth, nas áreas ao redor de Kellerberin [en], Kwolyin [en] e Nangeenan [en], o papa-mel-de-barbela-vermelha está presente do final do outono até a primavera, reproduzindo-se em agosto e setembro. Ao redor do lago Grace [en], o papa-mel-de-barbela-vermelha está presente durante todo o ano.
Florestas e bosques abertos de esclerófilos, geralmente dominados por eucaliptos, são o habitat mais comum da espécie. É mais comum em florestas com amplo sub-bosque arbustivo ou gramíneo. É menos comum encontrá-lo em matagais, charnecas ou margens de florestas úmidas de esclerófilos. Raramente é encontrado em plantações de pinheiros maduros. Nas áreas urbanas, é abundante em parques e reservas, jardins e campos de golfe, bem como em pomares e vinhedos. Ocasionalmente, aventura-se em regiões subtropicais, semiáridas ou subalpinas, e foi encontrado a até 1.900 m acima do nível do mar. O papa-mel-de-barbela-vermelha é mais raro em florestas que foram afetadas pela infecção pelo patógeno Phytophthora cinnamomi.

## Comportamento
Ave barulhenta e ativa, o papa-mel-de-barbela-vermelha é encontrado em pares, em um pequeno grupo familiar ou sozinho durante a época de reprodução, e se reúne em grupos maiores de até várias centenas de aves durante o inverno. Ele voa em linha reta ou com um padrão levemente ondulado, alternando entre planar e bater as asas com batidas rápidas e superficiais, no nível ou um pouco acima do nível da copa das árvores. O papa-mel-de-barbela-vermelha se movimenta no solo pulando, levantando levemente a cauda para cima.
Agressivo e territorial, o papa-mel-de-barbela-vermelha defende seu ninho e fontes de alimento contra outros pássaros. Ele chama, bate na cauda ou voa contra outros pássaros, às vezes brigando com membros da mesma espécie ou com outros grandes melifagídeos no ar. O deslocamento é uma exibição dominante na qual um papa-mel-de-barbela-vermelha pousa em um poleiro que foi imediatamente desocupado por outro pássaro. Um pássaro menor adota uma postura de apaziguamento horizontal, de lado para o agressor, na qual abaixa a cabeça, bate as asas e se aproxima do outro pássaro.
Além de espécies de pássaros menores, o papa-mel-de-barbela-vermelha pode atacar e perseguir espécies maiores, como Gymnorhina tibicen, pássaros carniceiros, aves do gênero Strepera, lagarteiro-de-cara-preta [en] (Coracina novaehollandiae), papa-figos-estriado [en] (Oriolus sagittatus), corvos, cucaburra-grande (Dacelo novaeguineae) e até mesmo pequenas aves de rapina, como o gavião-de-colar [en] (Accipiter cirrocephalus).

### Reprodução

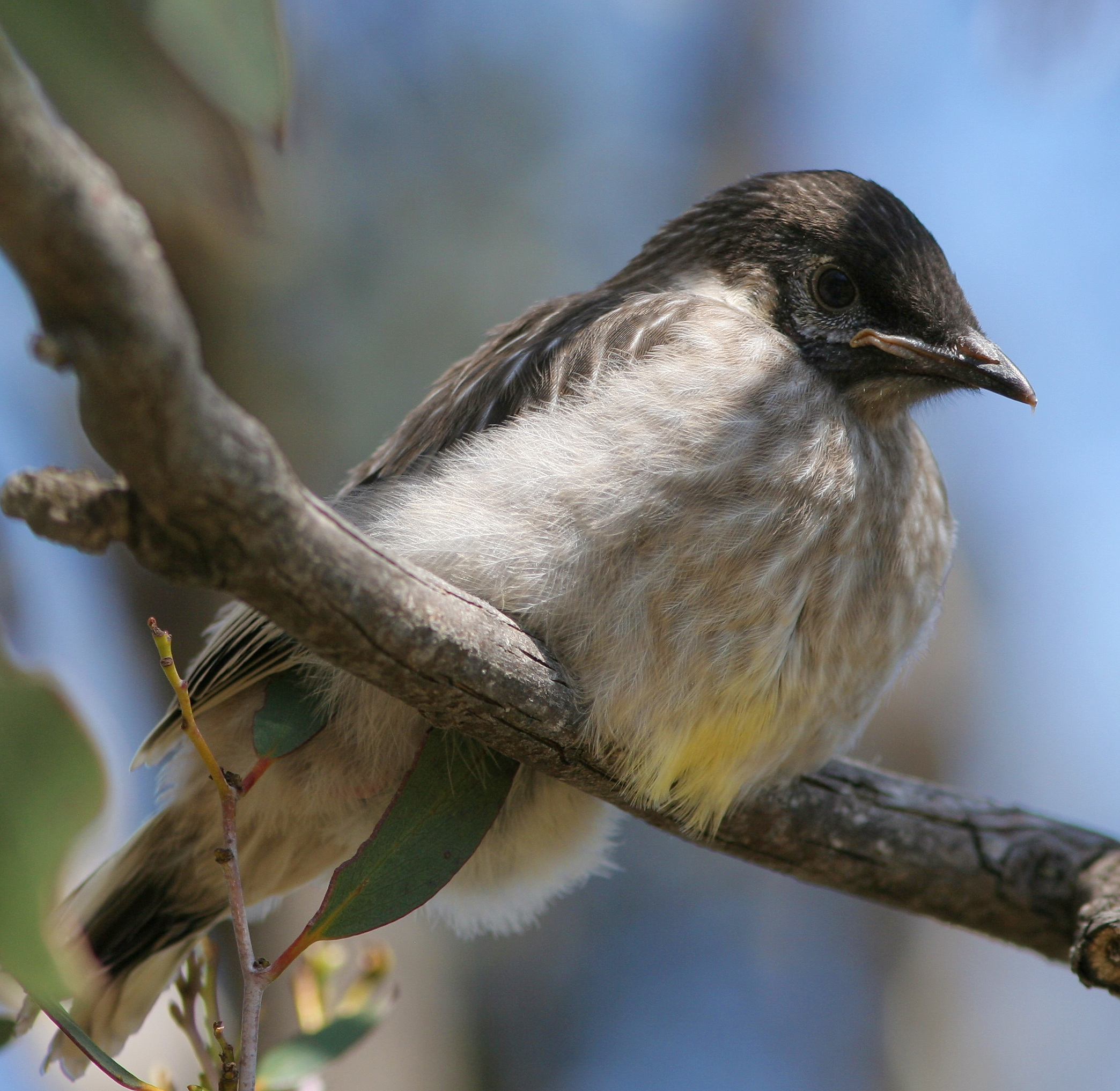
Filhote em Victoria.

O papa-mel-de-barbela-vermelha se reproduz em toda a sua área de distribuição, com a nidificação ocorrendo entre julho e dezembro, embora ocasionalmente fora desses meses, se as condições forem favoráveis. Uma ou duas ninhadas são feitas a cada ano.
Os pássaros geralmente fazem seus ninhos em pares solitários. O ninho é uma estrutura em forma de xícara formada por gravetos e folhas, forrada com casca de árvore, grama e pelos, entre 2 e 16 metros acima do solo, geralmente nos galhos bifurcados de uma árvore - geralmente um eucalipto. O ninho geralmente está localizado no centro, e não na periferia de uma árvore. Um estudo realizado na Floresta Estadual de Eastwood, perto de Armidale, em Nova Gales do Sul, constatou que o papa-mel-de-barbela-vermelha preferia fazer seus ninhos em Eucalyptus viminalis e Eucalyptus bridgesiana [en].
Normalmente, é colocada uma ninhada de dois ou três ovos rosados com manchas marrom-claras e lavanda. Eles medem 33 mm × 22 mm e têm formato oval cônico. Os ovos normalmente são incubados por ambos os pais, mas às vezes apenas pela fêmea. Eles eclodem depois de 16 a 21 dias. Os filhotes nascem quase nus, com uma pequena quantidade de penugem cinza na cabeça e no corpo. Eles são principalmente pela fêmea, mas às vezes o macho também cria. Os filhotes são alimentados por ambos os pais e, ocasionalmente, aves imaturas contribuem. Seus olhos se abrem por volta do sétimo dia. Eles aprendem a voar 15 a 20 dias após a eclosão e ambos os pais continuam a alimentá-los por mais 2 a 3 semanas. Os filhotes recebem maná (seiva vegetal cristalizada) e insetos, como besouros, insetos e moscas.

### Alimentação
O papa-mel-de-barbela-vermelha se alimenta predominantemente de néctar, forrageando principalmente em árvores; em particular, subindo ao longo dos galhos (em vez do tronco) e sondando as cabeças das flores com seu bico. Um estudo na Floresta Estadual de Bondi no sul de Nova Gales do Sul, revelou que a espécie forrageava a uma altura de 5,9 ± 5,8 m. Eles raramente procuram comida no chão, embora o façam para se alimentar de arbustos como o Anigozanthos humilis [en]. O papa-mel-de-barbela-vermelha prioriza a visita a flores que produzem muito néctar, como as dos gêneros Eucalyptus, Banksia, Xanthorrhoeoideae e Eremophila. Ele geralmente prefere plantas com fácil acesso ao néctar, em vez daquelas com flores tubulares (e, portanto, com néctar de difícil acesso). O papa-mel-de-barbela-vermelha procura as cabeças de flores amarelas de Banksia com folhas de azevinho (Banksia ilicifolia), que têm um teor de néctar muito maior do que as cabeças de flores vermelhas mais maduras. A espécie forrageia com muito mais frequência em plantas nativas do que em exóticas, embora a árvore de coral (Erythrina) introduzida seja popular. Além do néctar, ela pega insetos e outras criaturas pequenas, e também se alimenta de frutos silvestres. Um estudo de campo na Cordilheira de Mount Lofty descobriu que ela passava duas vezes mais tempo se alimentando de néctar do que de insetos.
Um estudo de campo constatou que os pássaros procuravam alimentos por períodos mais longos quando as concentrações de néctar nas flores eram baixas e consumiam menos insetos nesse período. No entanto, isso pode ter ocorrido porque a temperatura estava mais baixa e, portanto, os insetos estavam menos ativos. Em Gingin, Austrália Ocidental, 97% dessas aves em um local com duas espécies mistas foram observados se alimentando de uma única espécie no pico da floração: Anigozanthos humilis em agosto e Anigozanthos manglesii [en] em setembro, com pouquíssimas visitas às outras espécies ou híbridos.
Na região central de Nova Gales do Sul, o papa-mel-de-barbela-vermelha forrageia com mais frequência na folhagem do Eucalyptus punctata do que em outras árvores, embora também demonstre alguma preferência pelo Eucalyptus crebra [en], se o Eucalyptus punctata não estiver presente. O papa-mel-de-barbela-vermelha tende a expulsar o pássaro-monge-barulhento [en] (Philemon corniculatus) quando ambas as espécies estão presentes. O papa-mel-de-barbela-vermelha costuma forragear ao lado do papa-mel-de-olho-branco [en] (Phylidonyris novaehollandiae), do pássaro-monge-pequeno [en] (P. citreogularis), papa-mel-de-asa-ruiva [en] (Anthochaera chrysoptera), papa-mel-lunulado [en] (Anthochaera lunulata), lóris-molucano (Trichoglossus moluccanus), lóris-de-coroa-roxa [en] (Glossopsitta porphyrocephala), pássaro-cetim (Ptilonorhynchus violaceus), carrauongue-malhado (Strepera graculina) e rosela-elegante [en] (Platycercus elegans), embora geralmente afugentem outros pássaros que se alimentam de néctar de uma horda de flores de eucalipto.
Um estudo de campo, conduzido no inverno de 1978 na Ilha dos Cangurus, constatou que os pássaros eram territoriais em torno de uma rica fonte de néctar (Eucalyptus cosmophylla [en]), afugentando os pequenos melifagídeos. Isso indicou que a espécie excluiria outras espécies se o alimento fosse escasso. No Parque Nacional da Nova Inglaterra, os pássaros eram mais agressivos quando havia quantidades moderadas de néctar em bosques de Banksia floridas, mas eram menos agressivos em épocas de escassez ou abundância.
O papa-mel-de-barbela-vermelha tem uma língua com ponta de escova, com um segmento de 17 mm de comprimento com cerca de 120 cerdas individuais. Ele se alimenta colocando o bico em uma flor e inserindo a língua em sua câmara de néctar, puxando o néctar para cima por ação capilar. As cerdas aumentam a área da superfície da língua disponível para a absorção do néctar.

## Predadores e parasitas
Os ninhos do papa-mel-de-barbela-vermelha são frequentemente parasitados pelo cuco-pálido (Cacomantis pallidus) e, menos comumente, pelo Eudynamys orientalis. Entre os predadores de ninhos estão o açor-marrom-listrado [en] (Accipiter fasciatus), o falcão-preto [en] (Falco subniger), o carrauongue-malhado (Strepera graculina), o corvo-australiano (Corvus coronoides), o gambá-comum (Trichosurus vulpecula), o gato-doméstico e as serpentes.
O Isospora anthochaerae é um parasita do filo Apicomplexa que foi isolado do papa-mel-de-barbela-vermelha na Austrália Ocidental, a partir de ovócitos coletados de amostras fecais. As espécies de piolho de pássaro que foram registradas no papa-mel-de-barbela-vermelha incluem Menacanthus eurysternus e membros dos gêneros Brueelia, Myrsidea e Philopterus.

## Interações com os seres humanos
O papa-mel-de-barbela-vermelha sofre o impacto negativo do desmatamento de terras e vegetação rasteira e desapareceram de alguns habitats alterados dessa forma. Apesar disso, eles são classificados como espécie pouco preocupante na Lista Vermelha da IUCN, pois ocorrem em uma ampla área, têm uma grande população e o declínio da população não é rápido. Os pássaros são mortos regularmente por cães e gatos, além de serem atropelados por carros nas estradas. Em 1924, no norte de Victoria, o papa-mel-de-barbela-vermelha foi descrito como muito cauteloso, por ser altamente procurado (e abatido) por sua carne. Na verdade, ele foi amplamente abatido para alimentação ou esporte, ou porque era considerado uma praga de vinhedos ou pomares. Ocasionalmente, o papa-mel-de-barbela-vermelha invadiu vinhedos e pomares em busca de uvas, frutas de caroço, figos, azeitonas, nêsperas, maçãs, peras e frutos silvestres, que ele perfura e extrai o suco ou a polpa.
O papa-mel-de-barbela-vermelha foi mantido como ave de aviário em Sydney. Não é difícil de cuidar, mas pode ser muito agressivo com outras aves de gaiola. A Grevillea 'Robyn Gordon' é um arbusto companheiro útil, pois dá flores o ano todo.